# Frankie Lane

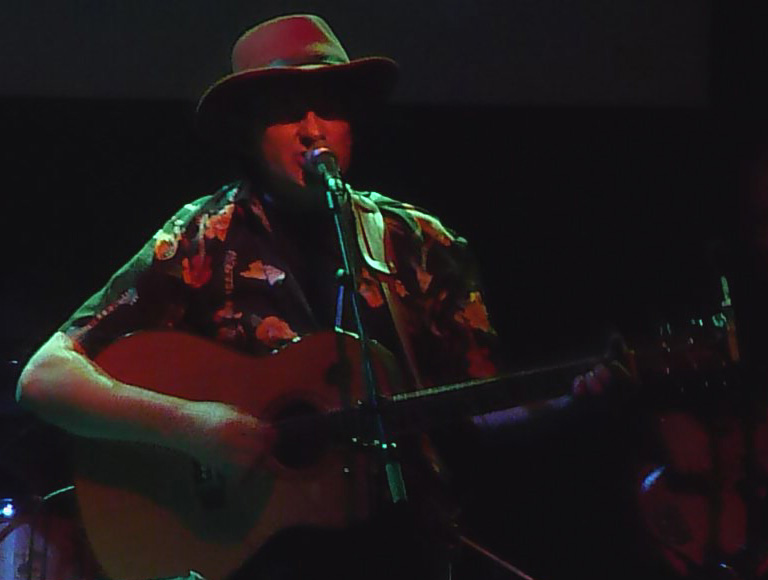
Frankie Lane

Frankie Lane is een Ierse gitarist (niet te verwarren met zijn Amerikaanse bijna-naamgenoot Frankie Laine) waarvan nog niet veel bijzonderheden bekend zijn. Hij was lid of oprichter van de Ierse groep Fleadh Cowboys in 1985 waarna het album Dobro in 1993 ontstond.
Daarna had hij optredens met The Dubliners, Eleanor Shanley, Paul O'Shaughnessy, en Paul Kelly (dit is niet de Australische muzikant).

## Discografie
- 1993 Dobro
- 2005 Tribute to Derek Bell met The Chieftains
- 19?? Further Along the Road, met The Dubliners
- 19?? A Place of my own, met Eleanor Shanley
- 1997 Time of Your Life
- 20?? Hi Ace to Heaven
- 20?? Wahoo - Live at Hughe's
- 2003 Gunsmoke at El Paso, met o.a. Paul O'Shaughnessy